# LAIS
Die LAIS-Methode ist eine von der Schetinin-Pädagogik inspirierte Lernmethode. Sie wurde 2004 von dem Kärntner Dieter Graf-Neureiter entwickelt.

## Wortherkunft
Etymologisch ist das Wort „lernen“ u. a. mit den Wörtern „lehren“ und „List“ verwandt. Es gehört zur Wortgruppe von „leisten“, das ursprünglich „einer Spur nachgehen, nachspüren, schnüffeln“ bedeutet. Im Gotischen heißt lais „ich weiß“, bzw. genauer „ich habe nachgespürt“ und laists für „Spur“. Die indogermanische Wurzel *lais- bedeutet „Spur, Bahn, Furche“.

## Geschichte
Der Ursprung des Laising liegt bei dem Kärntner Dieter Graf-Neureiter, der ab 2004 nach eigenen Angaben eine Lernmethode entwickelte, welche später den Namen Laising bekam.  Eigentlich wollte er eine neue Methode des Mentorings entwickeln, hatte aber dann 2006 die Idee, eine Schule für Oberstufenschüler zu eröffnen. Inspirationsquellen waren Jakob Levy Moreno, Noam Chomsky, Richard Rohr. Das Experiment scheiterte.
2013 stieß Graf-Neureiter auf die Schetinin-Schule, was den Grundstein legte für eine erfolgreiche Etablierung seines pädagogischen Konzepts.

„Und das zweite Geschenk war die „Schaubildarbeit“ für über zehnjährige Kinder. Unsere „Strukturbildarbeit“, welche ich im Jahr 2006 entwickelt habe, war auf Jugendliche in der Oberstufe und Erwachsene ausgerichtet. Diese wird auch seitdem in der Erwachsenenbildung verwendet. Erst durch die Schaubildarbeit von Schetinin war aber auf einmal klar, dass jede Altersstufe auf eigene Weise „natürlich lernt“. Aus dem Zusammenfügen der beiden Pionierarbeiten ist dann die vierteilige Schaubildarbeit entstanden, welche wir heute in den Lais-Lerngruppen verwenden. Die russisch kulturellen Aspekte der Schetininschule konnten wir natürlich nicht übernehmen. Wir sind ja hier in Kärnten, in Zentraleuropa, einer ganz anderen Kultur als jener in Russland.“

Die ersten Mitarbeiter rund um Graf-Neureiter waren Georg Brandenburg, Ingeborg Schober,  Manfred Maier, Christian Schweiger, Alexandra Liehmann, Karin Graf, Alexander Popovic, Maria Jank, Velika Schiffer, Desiree Mostetschnig, Tina Reck, Dominik Zott, Adrian Zwygart, Ulrich Röhrmoser, Martina Eder, Stephan Kelm, Maximilian Thielmann, Marian Pankow, Christina Katz.
Ab 2006 trieben sie die praktische Umsetzung in Schulen, Sportvereinen, im Bereich der Erwachsenenbildung, in Jugendeinrichtungen und in den Ausbildungsstätten von (Groß-)Betrieben voran. 2013 gründeten sie eigene LAIS-Lerngruppen und versuchten ab 2015 LAIS auch im Regelschulsystem zu etablieren.
Am 14. Oktober 2014 wurde von Dieter Graf-Neureiter, Ingeborg Schober und Martina Graf in Klagenfurt das sogenannte „LAIS.Institut“ gegründet. Im Jahr 2016 gab es in Österreich rund 20 LAIS-Lerngruppen, u. a. in Klagenfurt (LAIS.Weis-Schule, Alexandra Liehmann), Gmünd in Kärnten (Lernraum Gmünd, Alexandra Wirnsberger), St. Ruprecht an der Raab (LUHNA, Alexandra Grabner), St. Margarethen an der Raab (Kleine Blume, Ulrike Stix), Erl (Laisu-Lernwelt), Elsbethen, Rohrbach (LAIS, Renate Lackinger), Haslach an der Mühl, Sierning, Seewalchen, Gampern (LAIS Gampern, Bettina Muhr), in Salzburg (LAIS Lernräume, Astrid Schad), in Wien (Natürlich Leben Lernen, Philipp Moldan) und im Burgenland (Herzraum, Jonathan Stüber; Libella, Veronika Stockert).
2020 existierten die meisten davon nicht mehr. Graf-Neureiter hat sich zurückgezogen und die meisten Lerngruppen schlossen.

## Pädagogik
Graf-Neureiter meinte, dass LAIS weder eine Pädagogik noch eine Methode sei, sondern nur „natürliches Lernen“.
LAIS basiert auf der Annahme, dass der natürliche Forschungs- und Entdeckungstrieb eines Kindes auch für das Erlernen des Schulstoffes genutzt werden kann, und stellt nach eigenen Angaben die Freude am Lernen in den Mittelpunkt. Zugleich gehen LAIS-Befürworter davon aus, dass die angeborene Fähigkeit jedes Menschen zum „natürlichen Lernen“ durch das Durchlaufen des Regelschulsystems verloren gehe, aber wieder neu erlernt werden könne.
LAIS wird meist in kleinen Lerngruppen von 4 bis 8 Kindern praktiziert. Lerninhalte werden in flexibel gestalteten und gemeinsam mit den Kindern erarbeiteten Themengebieten strukturiert, wobei die Themen fächerübergreifend behandelt werden. Als Beispiel wird das Thema „Baum“ angeführt, in das neben Biologie auch Inhalte aus Chemie (z. B. Photosynthese), Physik (Haarröhrchenwirkung) oder Mathematik (Umfang des Stammes berechnen) einfließen können. Aufgelockert wird dies durch Bewegung und kreative Tätigkeiten bevorzugt in der Natur. Wesentliches Konzept von LAIS ist, dass jedes Kind zugleich Lehrer und Schüler ist – fortgeschrittene Schüler sollen ihr Wissen an die jüngeren weitergeben. Angeleitet werden die Lerngruppen von sogenannten „Lernbegleitern“. Dies ist auch ein wesentliches Konzept der Schetinin-Pädagogik.
LAIS soll für Schüler jeder Altersgruppe sowie für Erwachsene geeignet sein.
Die Grundsätze des Laising sind:
- Wissen wird nicht vermittelt, sondern in der Laisinggruppe erforscht.
- Was erlernt wird, egal ob verstanden oder nicht, wird sofort weitergegeben.
- Alles, was gesagt wird, stimmt.
- Es gibt keine Fehler.
- Es wird ständig fortgesetzt, es gibt kein Ende.
- Der natürlichen Struktur folgen.
- Zwei Augen sehen gut, vier sehen mehr, sechs noch mehr ...
- Beteiligt und beteiligen lassen.

## Die Struktur des natürlichen Lernens
Graf-Neureiter behauptet, dass dem natürlichen Lernen eine Struktur zugrunde liegt, die sich überall im Leben und in der Natur beobachten lässt. Diese Struktur ist im Laising die Grundlage des Unterrichts:

### Abschnitt I: Erstellen der Strukturbilder
Dazu werden auf das Thema hin folgende Fragen erforscht:
1. Was ist das?
2. Woher kommt das?
3. Wofür wird das gebraucht?
4. Warum gibt es das?
5. Was bedeutet das für mich persönlich?

### Abschnitt II: Erstellen der Schaubilder
Dazu werden auf den Umgang mit dem Thema folgende Fragen gestellt:
1. Wie funktioniert das?
2. Welchen Strukturen folgt das?
3. Wann funktioniert das?

### Abschnitt III: Erstellen eines persönlichen Verhaltensschaubildes
1. Welchen Sinn macht das für mich?
2. Wie gehe ich damit um?
3. Wie schaut mein persönliches Verhaltensprofil aus?

## Kritik
Die österreichische Bundesstelle für Sektenfragen stellte bei Bildungsangeboten wie zum Beispiel Lais personelle Verflechtungen zur Reichsbürgerbewegung fest. Kritisiert wurde weiters ein fehlendes pädagogisches Konzept sowie die Selbstbezeichnung als „Schule“, obwohl es sich nicht um anerkannte Schulen, sondern um private Lerngruppen handelt.
Der deutsche Sektenforscher Matthias Pöhlmann ortete Verbindungen zu rechtsextremem Gedankengut, auch aufgrund der Idealisierung in der rechts-esoterischen Anastasia-Philosophie.

## Einrichtungen
Im staatlichen Schulwesen wird LAIS nicht angewandt. LAIS wird nur von privaten Einrichtungen angeboten, die sich „LAIS-Schulen“ nennen. Die Schüler werden dabei zum häuslichen Unterricht von der Regelschule abgemeldet und müssen am Ende jedes Schuljahres entsprechende Externistenprüfungen an einer staatlichen Schule absolvieren. Die Existenz von „LAIS-Schulen“ ist regional unterschiedlich, da sie auf privaten Initiativen beruhen.